# Garland (Texas)
Garland es una ciudad del estado de Texas, EE. UU. Ubicada al noreste de Dallas, constituye una parte del área metropolitana de Dallas-Fort Worth. Se encuentra casi en su totalidad en el interior del Condado de Dallas, con excepción de una pequeña porción situada en el condado de Collin. 
En el censo de 2010, la ciudad contaba con una población de aproximadamente 222 876 habitantes, lo cual la posicionaba como la octogésimo séptima –posición 87– ciudad más poblada de Estados Unidos y la duodécima en el estado de Texas. En 2008, la ciudad de Garland ocupó el puesto número 67 en la lista de «los 100 mejores lugares para vivir» de CNN, así como de la revista Money.
En el año 2014 la ciudad de Garland obtuvo el puesto número 35 en la clasificación de los «35 Mejores Lugares para Vivir en Estados Unidos, para Gente Menor de 35 años» de la página cibernética mindbodygreen.com
La ciudad está constituida por lo general de clase media, aunque en algunas zonas pueden hallarse barrios de clase media alta, barrios residenciales, e incluso barrios de clase rica.

## Historia

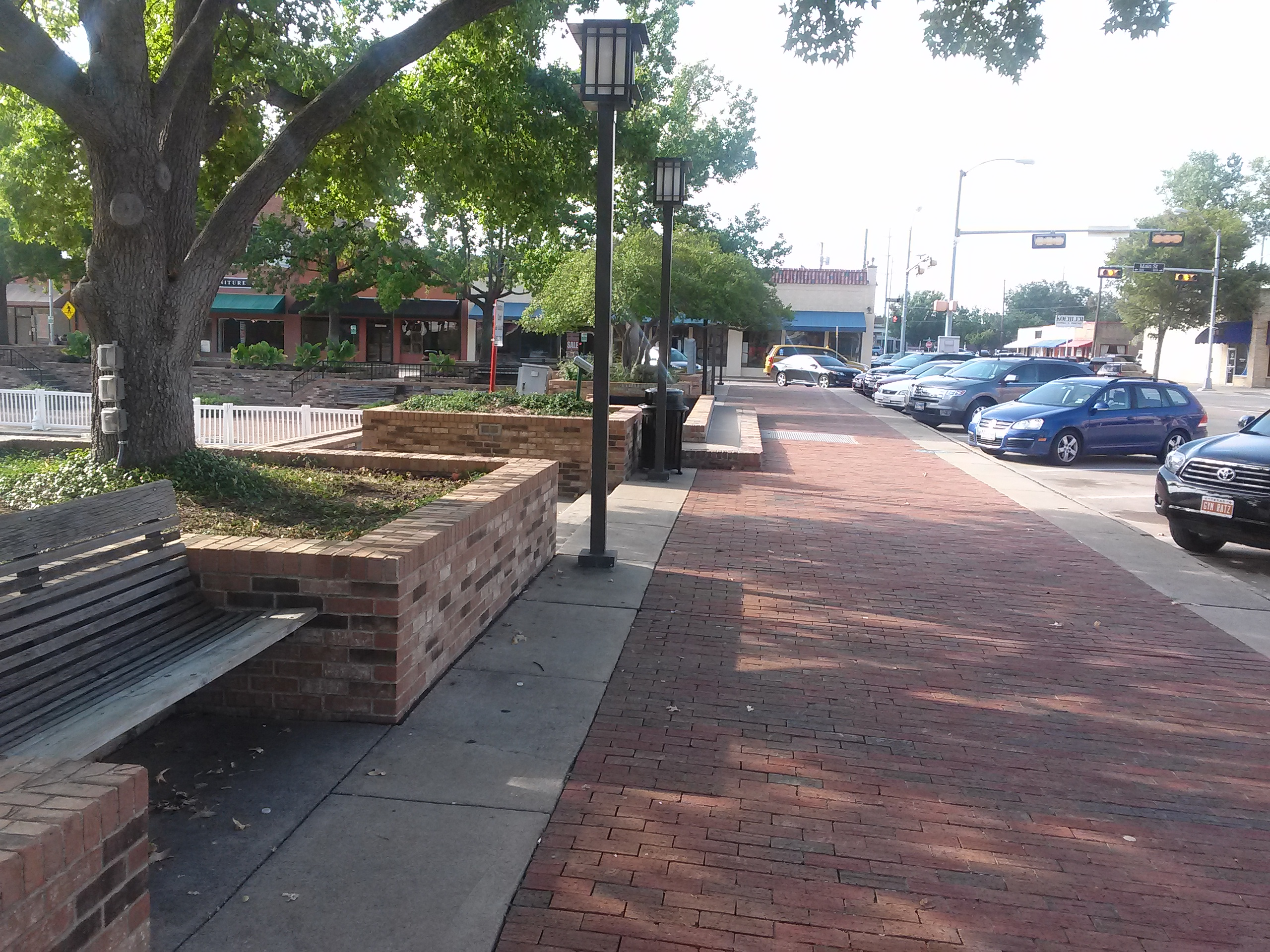
Plaza central de Garland

### Sus Inicios
Los primeros colonos anglosajones empezaron a llegar en torno a 1850, sin embargo no fue hasta 1874 que surgió el primer asentamiento. En 1891 se formó Garland y para 1904 esta incipiente ciudad tenía una población de 819 habitantes.
En 1901 los votantes dieron su aprobación a la creación del Distrito Escolar Independiente de Garland, conocido en inglés como Garland Independent School District, con 49 votos a favor y 5 en contra. En 1902 tuvo su apertura la preparatoria Garland High School.
En 1937 se construyó en Garland la torre de radio KRLD (Dallas).
De 1950 a 1954 la comarca de Dallas y por lo tanto Garland, se vio afectada por una sequía prolongada. Como consecuencia Garland, además de utilizar agua subministrada por pozos, empezó a emplear agua procedente del lago Lavón.
Tras la Segunda Guerra Mundial el auge poblacional suburbano que experimentó el país se percibió también en Garland, por lo que para 1960 la población era aproximadamente 38.500 y para 1970 la población se duplicó (81.500). En 1980 había alcanzado los 138.850 habitantes.
A finales del siglo XX empezó a llegar continuamente gente proveniente de Hispanoamérica; para el año 2010 se calculaba que la población hispanohablante o hispana se aproximaba al 37% de la población de Garland.

### La Iglesia del Buen Pastor de Garland

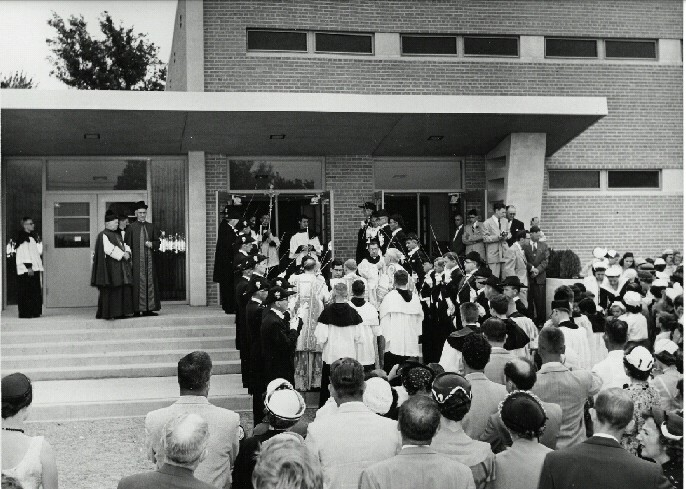
La feligresía ante la iglesia del Buen Pastor

La primera eucaristía de la parroquia del Buen Pastor se celebró el 28 de mayo de 1944 en el Teatro de la Plaza, en el centro histórico de Garland. El padre John Francis Lavin presidió la primera celebración, a la cual asistieron 55 personas. Esta pequeña congregación configuró el núcleo de lo que sería la parroquia católica del Buen Pastor.
Tras la Segunda Guerra Mundial, Garland creció aún más; la mudanza a esta ciudad de familias católicas provenientes del norte y del este del país contribuyó asimismo a este crecimiento. Muy pronto se hizo evidente que era preciso un sitio más amplio para la feligresía en aumento. Y con este designio, el padre Lavin inició un fondo para la compra de un lote y una casa cuya ubicación actual queda entre la calle Garland y la avenida B. En marzo de 1945, después de la compra, la casa fue transformada en una rectoría y en una capilla, la cual fue consagrada como la Capilla del Buen Pastor. Posteriormente, para responder al aumento de la feligresía, la capilla fue ampliada. En esa época se celebraban dos eucaristías dominicales.
En 1953, 175 familias hicieron planes de construir algo más permanente y como resultado fue construido el auditorio parroquial, la escuela y una rectoría. En febrero de 1954 monseñor Charles Smid fue asignado párroco y celebró su primera eucaristía en dicha iglesia en la escuela interminada. La primera eucaristía llevada a cabo en la iglesia terminada ocurrió el domingo de Pascua. Los edificios fueron consagrados en el 9 de mayo de 1954 y la escuela tuvo su apertura en septiembre de ese mismo año. La escuela fue dotada de monjas pertenecientes a la congregación Hijas del Espíritu Santo, de una imagen de la Virgen de la Inmaculada Concepción. Contaba en ese entonces con una matrícula de 185 estudiantes.
Poco después de la apertura de la escuela, la rectoría se incendió. Esta fue reedificada en el mismo lugar pero con dimensiones mayores, entre la calle 13 y la calle 201 Sur.
La construcción del gimnasio y la biblioteca escolar se empezó bajo la dirección pastoral del padre Robert Curran, y fue finalizada bajo la dirección del padre Donald Zimmerman. A finales de la década de los 80 la capilla fue remodelada y mejorada durante la dirección pastoral del padre Lawrence Haberman.
Posteriormente, el campus fue ampliado mediante la compra de otros edificios, entre los cuales se hallaba la oficina parroquial actual, ubicada en la calle Main 1224.

### El renacimiento de la ciudad

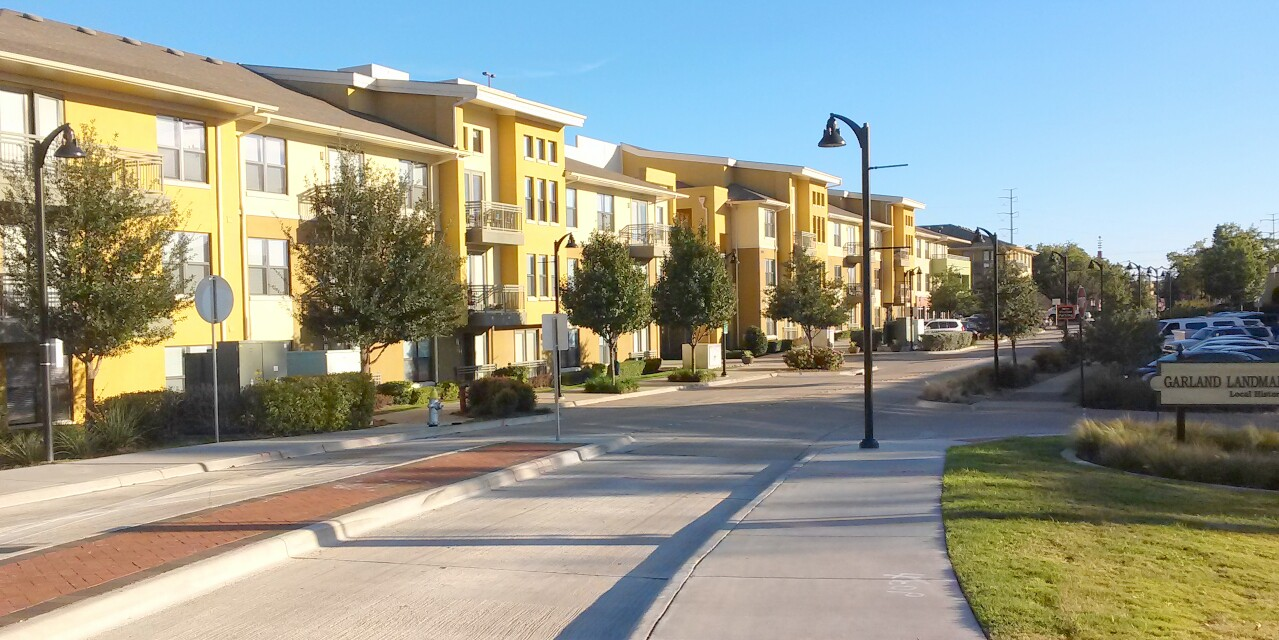
Nuevas viviendas en el centro histórico de Garland

En la primera década del siglo XXI, se dotó a la ciudad de Garland de una notable gama de mejoras, sobre todo, en la parte norte de dicha ciudad. Prueba de ello, el nuevo parque acuático Hawaian Falls cuya inauguración se llevó a cabo en el 2003 —antiguamente la ciudad de Garland disponía de un parque acuático Wet'n Wild, cuyo cierre fue en 1993.— Asimismo, en el año 2005, tuvo lugar la apertura del Palacio de Convenciones Curtis Culwell (Curtis Culwell [Special Events] Center) —cerca del nuevo parque acuático— del Distrito Escolar Independiente de Garland, así como la puesta en funcionamiento del centro comercial de Firewheel (Firewheel Town Center).

### Tiroteo en el Centro Curtis Culwell

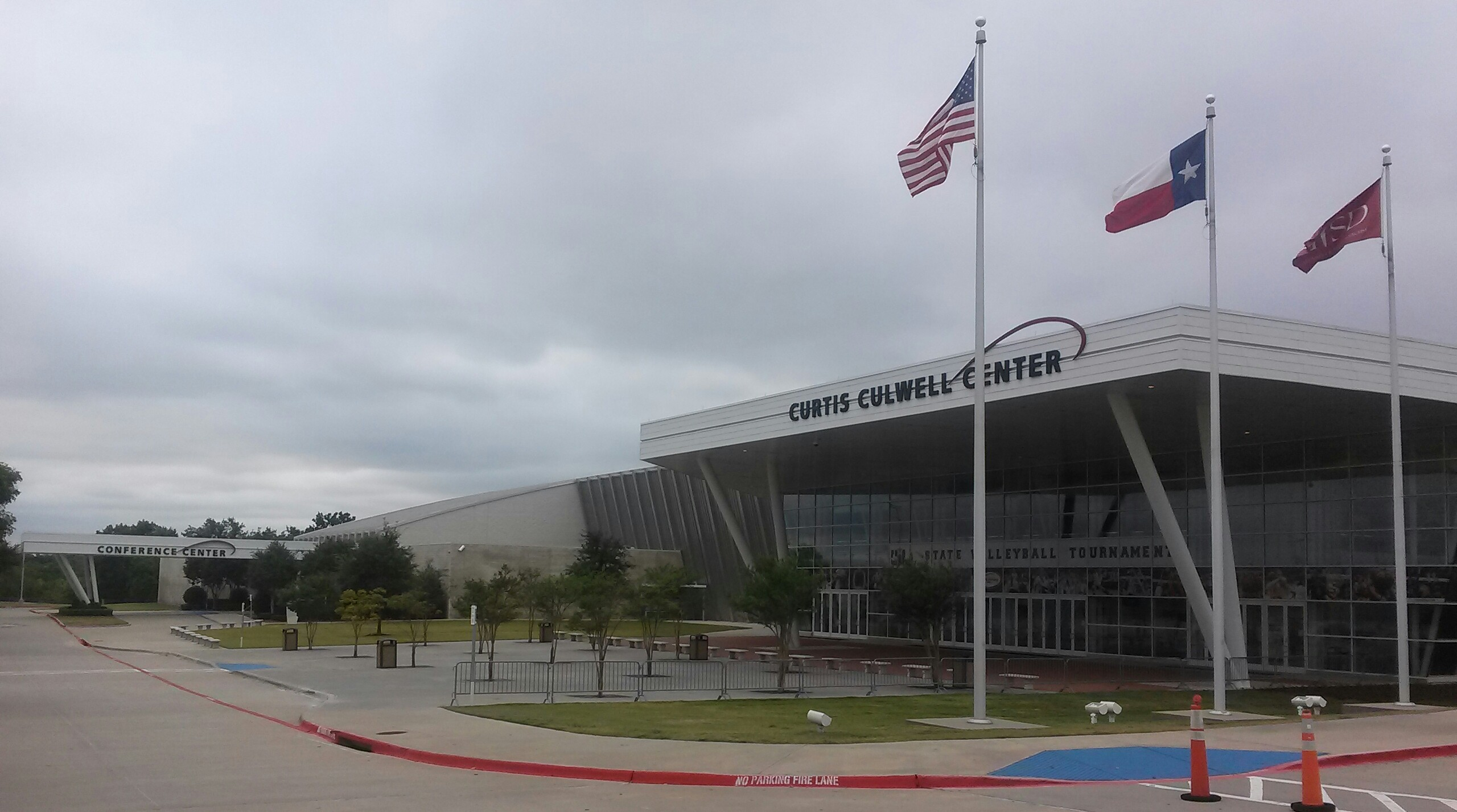
El Centro de Convenciones Curtis Culwell de Garland, lugar del tiroteo por individuos extremistas islámicos

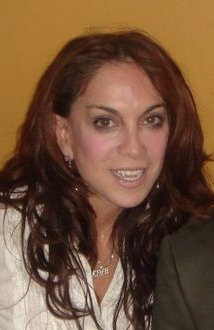
Pamela Geller

Tiroteo del Curtis Culwell Center: La noche del 3 de mayo de 2015 dos hombres abrieron fuego en el exterior de un centro de convenciones en cuyo interior se efectuaba un concurso expositivo de retratos de Mahoma, cuya representación es una grande ofensa para el islam. Los atacantes condujeron hasta el Centro Curtis Culwell y empezaron a disparar a los guardias de seguridad. De inmediato los guardias contraatacaron con tiroteos defensivos lo cual dio con la muerte de los dos disparadores Elton Simpson y Nadir Soofí. Uno de los guardias resultó herido en el tobillo, sin embargo, fue posteriormente dado de alta del hospital al cual había sido ingresado.
Los Equipos de SWAT y del FBI arribaron al lugar del acontecimiento para inspeccionar los contornos en busca de explosivos. No hubo hallazgos de artefactos detonantes en el automóvil; los equipos de desarticulación de explosivos registraron durante horas el vehículo perteneciente a estos dos individuos pero únicamente encontraron munición para los rifles que utilizaron, así como equipaje. El vehículo fue detonado para de esta manera neutralizar cualquier amenaza.
Los locales y un supermercado Wal-Mart de la plaza comercial cercana a este centro de convenciones tuvieron que ser despejados.
La polémica exposición fue realizada por la American Freedom Defense Initiative (Iniciativa en defensa de la libertad estadounidense), ésta dirigida por la bloguera neoyorquina Pamela Geller, a la cual también asistió el político holandés de extrema derecha Greert Wilders conocido por su postura antiislámica.
El centro cultural fue alquilado por la asociación antedicha —con base en Nueva York— y tuvo como premio 10 000 dólares para la mejor caricatura del profeta Mahoma.
Noticias del acontecimiento en Garland

## Geografía

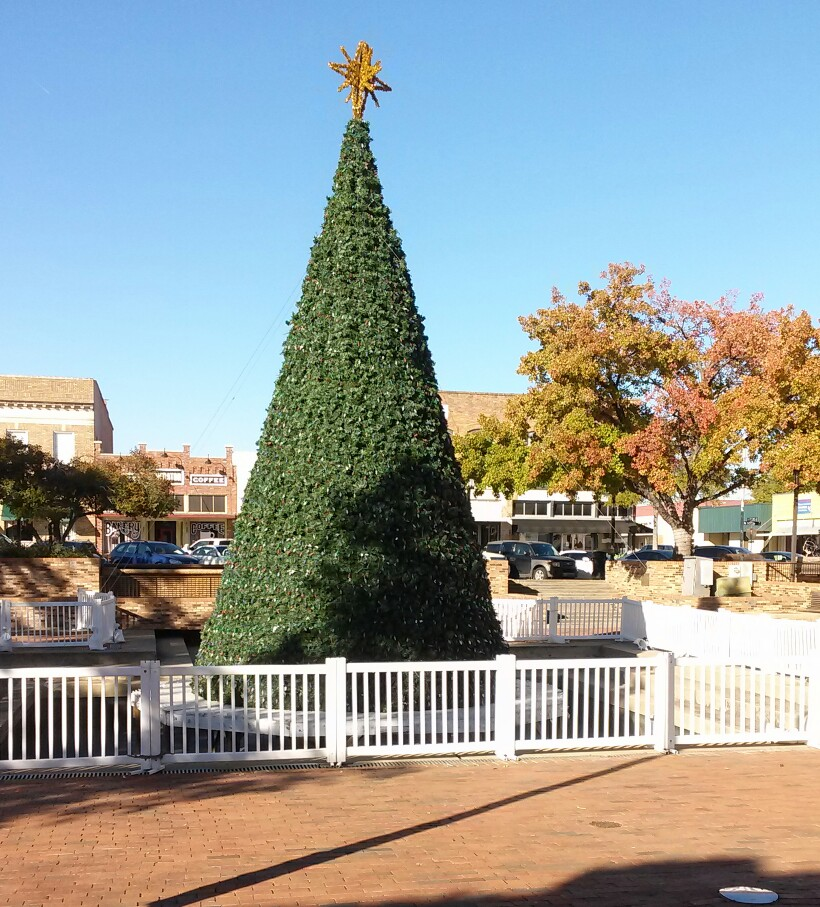
Árbol navideño en el centro histórico

Según la Oficina del Censo de los Estados Unidos, Garland tiene una superficie total de 148,19 km², de la cual 147,85 km² corresponden a tierra firme y 0,34 km² (0,23%) es agua.

### Barrios y Comunidades Históricas
- Centerville
- Eastern Hills
- Duck Creek
- Embree
- Rose Hill
- Firewheel

### Clima
Garland se encuentra en una región de clima subtropical húmedo. En promedio el mes de julio es el más cálido; en el año 2000 se registró una temperatura de 111 °F (44 °C). En promedio el mes de mayor frialdad es enero; en 1989 se registró una temperatura de -3 °F (-19 °C). El promedio máximo de precipitación adviene en mayo.

## Lugares de interés

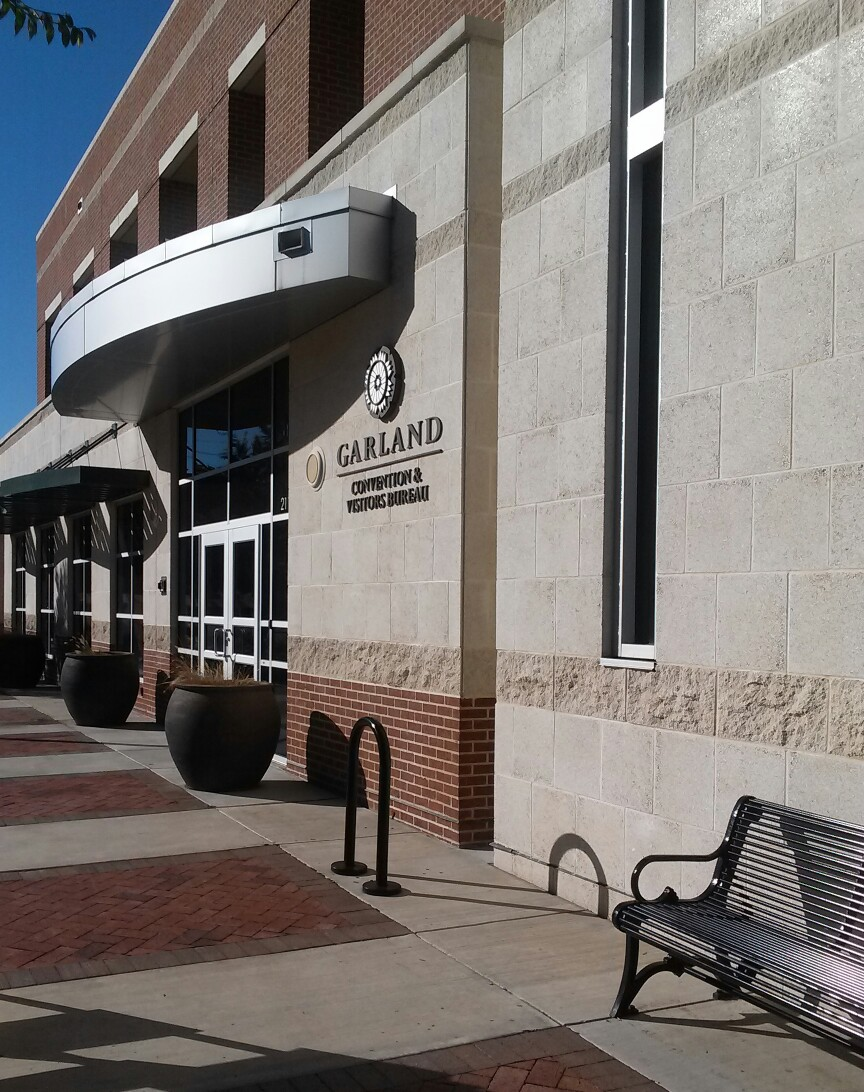
Oficina de Turismo y Convenciones

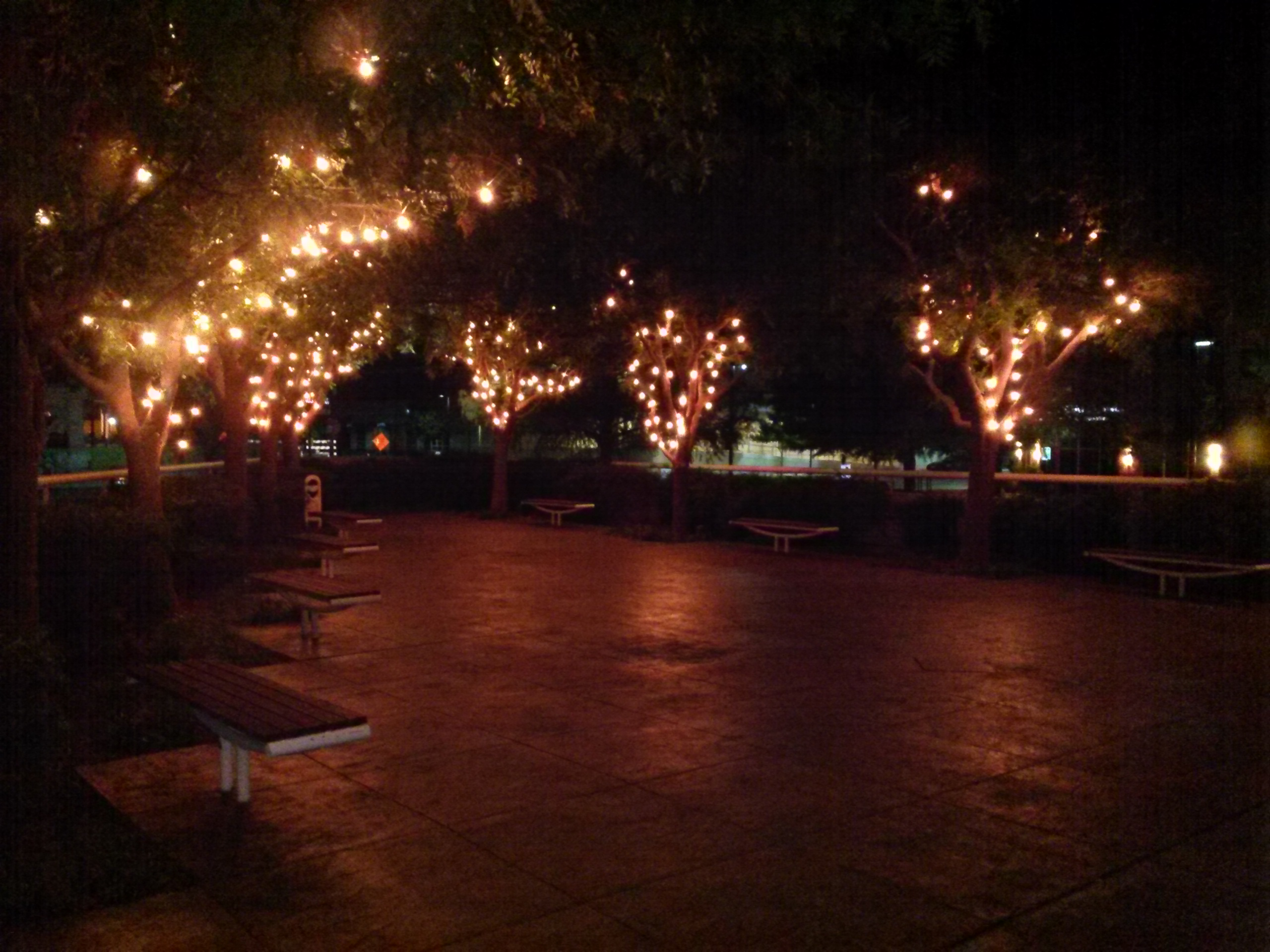
El patio del Atrium con luces menos sofisticadas

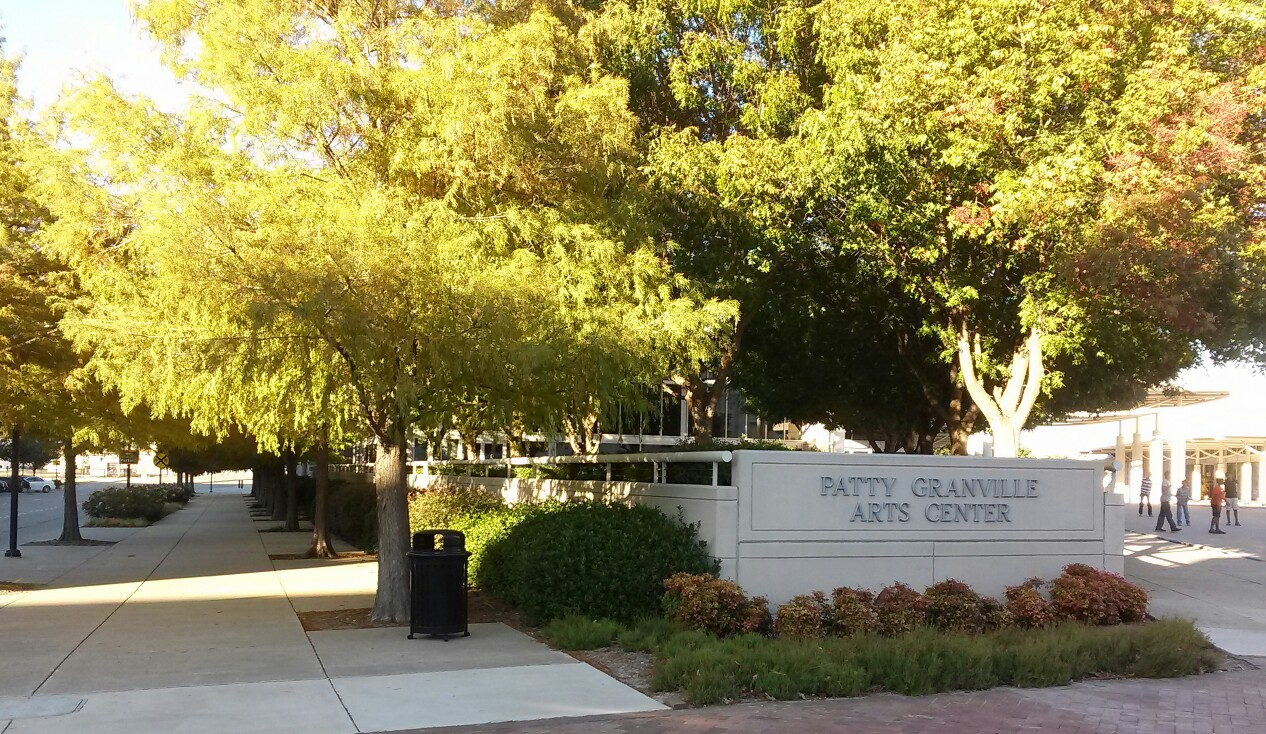
El Palacio de Bellas Artes Patty Granville

### La Oficina de Turismo y Convenciones
Toda persona interesada en visitar o explorar la ciudad, tiene a su disposición la oficina de turismo y convenciones situada al lado del edificio de servicios públicos Duckworth; La oficina queda en la calle 200 N 5th St, a aproximadamente 3 minutos caminando de la estación de tren DART. La persona que recurra a sus servicios podrá recibir información de la ciudad, así como mapas de la ciudad con los sitios de interés, un catálogo con contenido relevante, un periódico de la ciudad, semillas de la planta Firewheel, revistas de la ciudad de Dallas, entre otras cosas.

### El Palacio de Bellas Artes: Entretenimiento  cultural
El Palacio de Bellas Artes Patty Granville, ubicado en el centro de la ciudad, es un complejo perteneciente a la ciudad de Garland, ésta regula el funcionamiento del palacio. En el interior del hermoso edificio se encuentran dos teatros elegantes de estilo proscenio, con asientos para 720 y 200 personas, respectivamente. En ambos teatros se da la posibilidad de representar obras musicales, así como armónicas sinfonías,  o bien funciones teatrales, conciertos y ballets.

### El Atrium: para Encuentros
Contiguo al Palacio de Bellas Artes, se encuentra el Atrium, un salón espacioso dotado de cristaleras, perfecto para acontecimientos de gran importancia. Su maquinaria moderna de efectos luminotécnicos embellece cualquier encuentro circunstancial ahí efectuado, ideal para bodas o exposiciones nocturnas. Además de ello, el Atrium brinda la posibilidad a grupos cívicos, comunitarios o comerciales, de llevar a cabo banquetes, celebraciones de recepción, ferias comerciales, entre otros.

### El Teatro de la Plaza Central

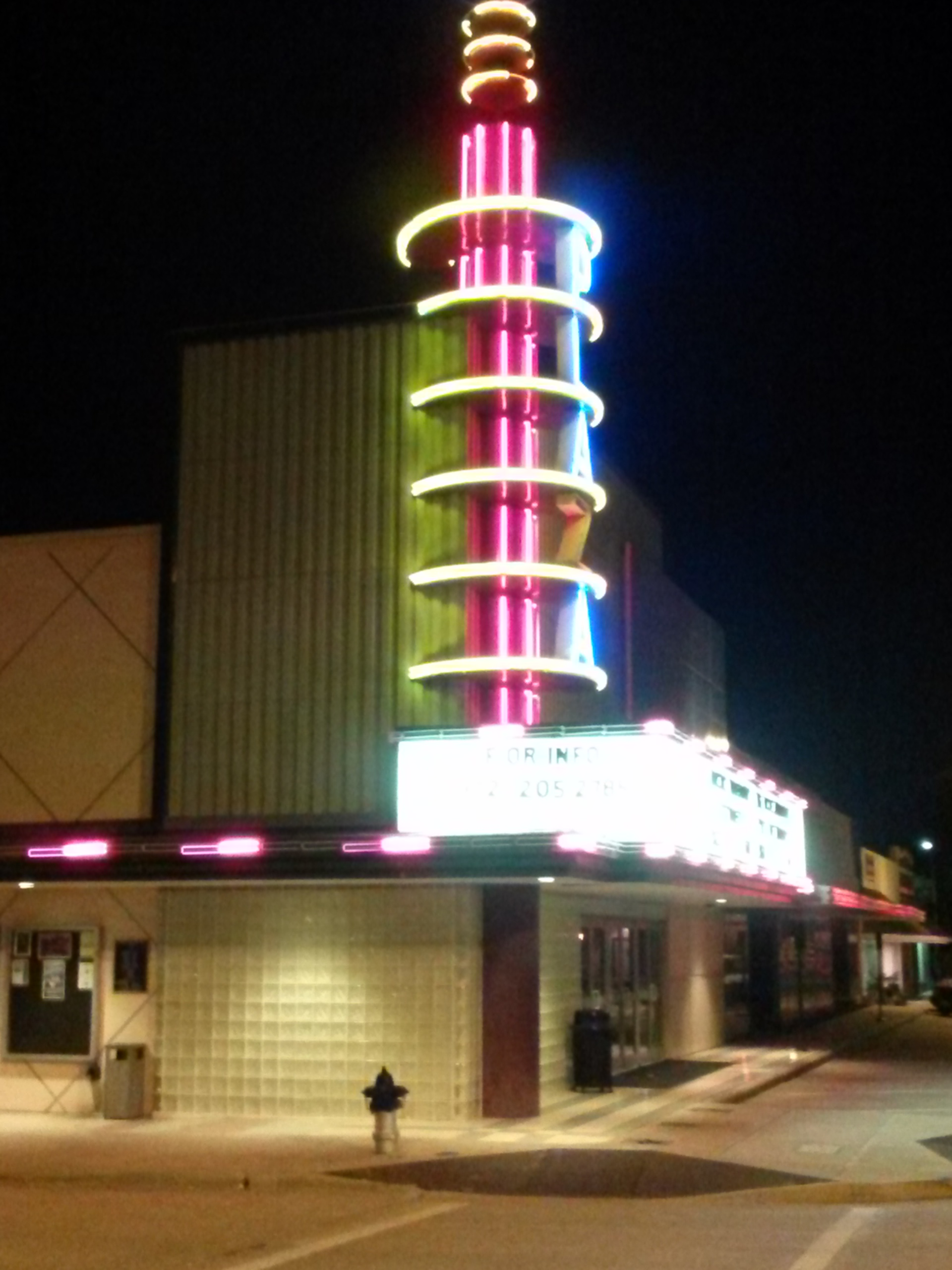
El teatro de la plaza central

A las proximidades del Palacio de Bellas Artes, se encuentra igualmente el Teatro de la Plaza Central (Plaza theatre) con capacidad para 350 personas. A lo largo del año se dan películas clásicas gratuitas, la audiencia puede también comprar palomitas, golosinas y bebidas a un precio muy reducido.

### El Helipuerto y Servicios Aéreos

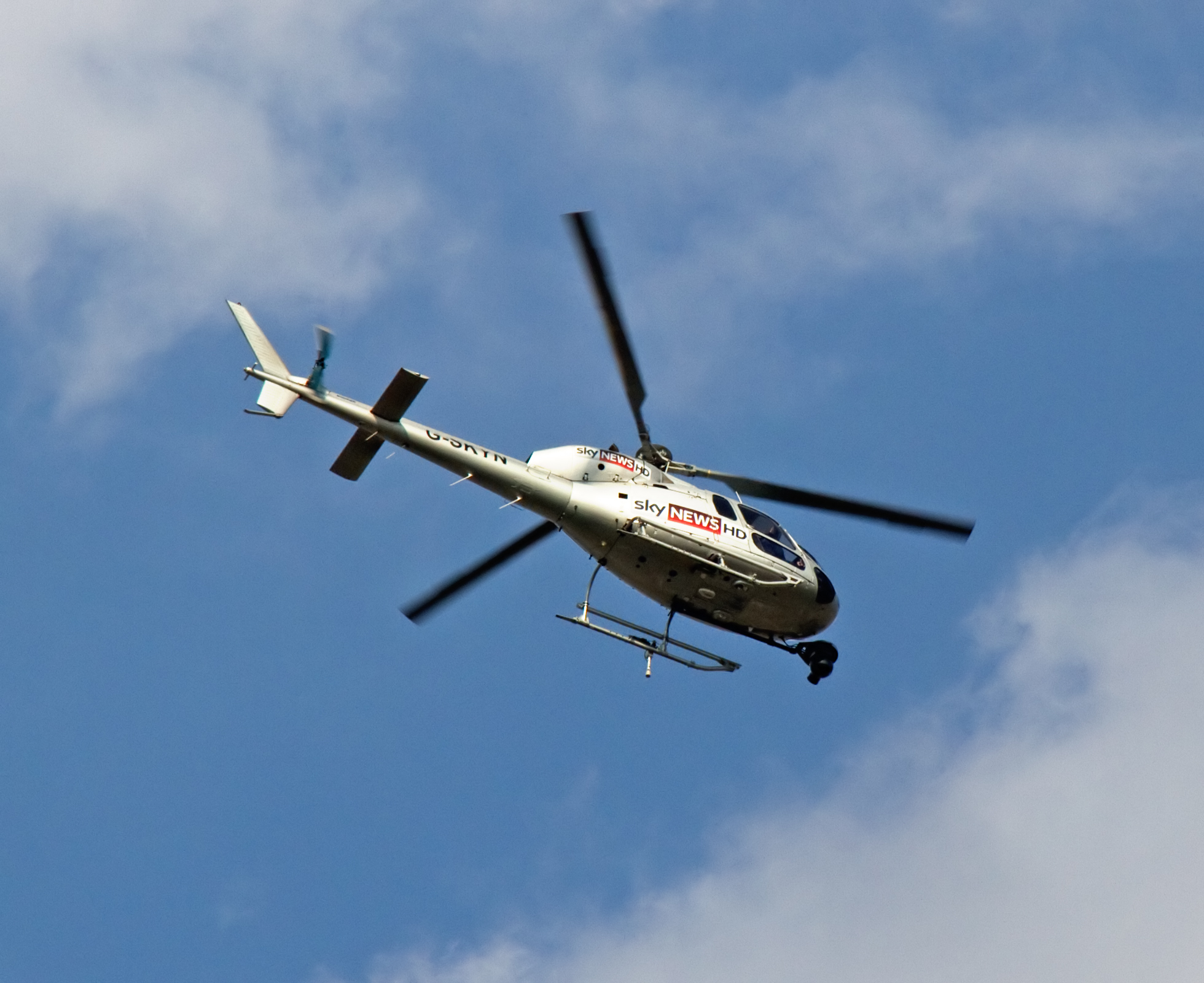
Un helicóptero noticiero

El helipuerto de Garland para el área metropolitana de Dallas-Fort Worth, es el helipuerto de uso público más grande del estado de Texas. Brinda una extensa gama de servicios a empresas, turistas y a operadores de helicópteros de uso privado. 
El helipuerto está situado en la ciudad de Garland, en la calle 2559 S Jupiter Rd, a tan sólo 10 millas al noreste del centro de Dallas. Sus servicios de fletamiento van desde transporte, excursiones en helicóptero, fotografía aérea, hasta capacitación para pilotaje aéreo. 
Los interesados hallarán instalaciones modernas de pilotaje, así como combustible, servicios de mantenimiento y un hangar para helicópteros que funcionan a base de pistón o turbina. El helipuerto es posesión de la ciudad de Garland y es operado por la empresa Sky  Helicopters
Los paseos aéreos constan de 6 opciones; el paseo en helicóptero por el centro de Dallas supera a los demás en popularidad. Esta excursión tiene su despegue en el helipuerto en Garland, luego se atiene a un itinerario que consiste en sobrevolar a ras de cielo el lago White Rock, Fair Park, Deep Ellum, el centro de Dallas, el centro American Airlines, y el aeropuerto Love Field. Posteriormente los viajantes se encaminan de vuelta a Garland para hacer su aterrizaje.
En este helipuerto se ofrecen servicios a agencias noticieras para cubrir sucesos importantes desde una perspectiva aérea. Sus helicópteros noticieros disponen de varias cámaras de alta calidad incorporadas, equipos de grabación de alta definición para una producción de excelente categoría. Los helicópteros cuentan con los medios para realizar transmisiones en vivo desde el cielo. Las agencias noticieras usuarias de estos servicios son Fox News, NBC, CBS, ABC y otras.

### La iglesia del Buen Pastor

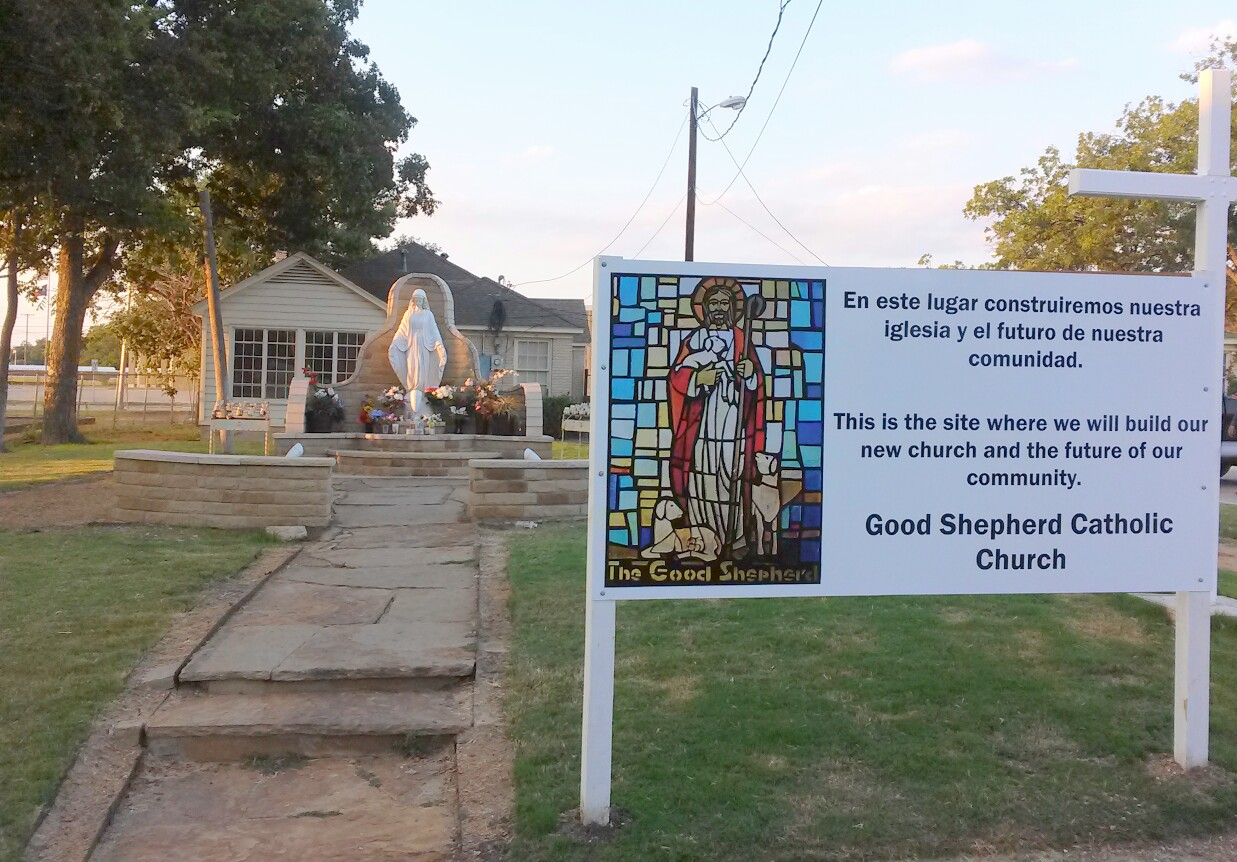
Sitio de nueva iglesia

Esta iglesia católica está en el centro de Garland, en la calle 214 S. Garland Avenue y la Main Street. Se llevan a cabo celebraciones litúrgicas tanto en inglés como en español, la Iglesia tiene como designio construir una comunidad enfocada en la oración, el servicio de culto y la fraternidad. Cuenta con una escuela abierta a gente de cualquier denominación religiosa.
Esta iglesia dispone de varias hermandades como la Sociedad de San Vicente de Paúl y los Caballeros de Colón. Los interesados en una formación más madura del catolicismo pueden adentrarse en el RICA —Rito de Iniciación Cristiana para Adultos— o el Camino Neocatecumenal.
Dado que la feligresía es muy numerosa, próximamente se dará inicio a la construcción de una nueva iglesia y de esta manera dar cabida a todos. La nueva iglesia se edificará al lado de la actual, el estacionamiento se expandirá y será arborizado, el parque infantil será reubicado.

### Bibliotecas

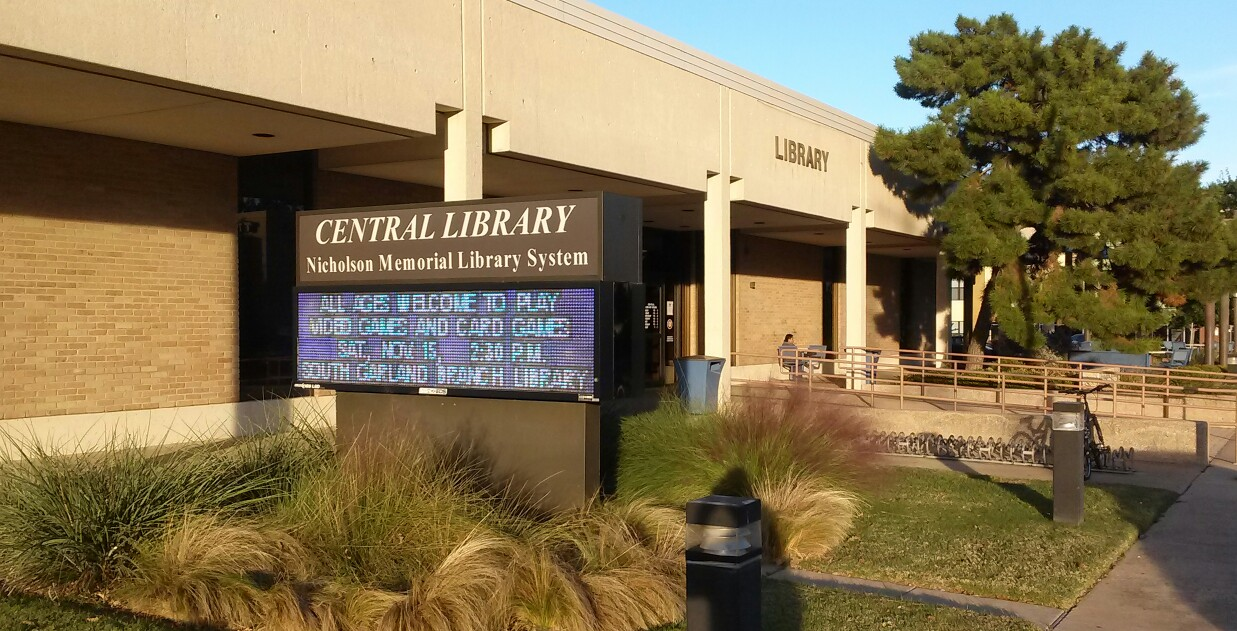
Biblioteca Central

En el centro de la ciudad, también está ubicada la biblioteca principal, conocida como la Biblioteca Conmemorativa de Nicolson (Nicholson Memorial Library). Las bibliotecas de esta ciudad funcionan a base de una red de sucursales esparcidas a lo largo de la ciudad de Garland. Todas éstas están interconectadas mediante un catálogo digital que facilita el préstamo de materiales a los lectores, sin importar la ubicación de estos. 
La Biblioteca Conmemorativa de Nicolson dispone de una numerosa cantidad de libros en español, entre los cuales se halla el Quijote de Miguel de Cervantes, obras de autores como sor Juana Inés de la Cruz, santa Teresa de Jesús. Hay libros igualmente de historia universal, historia de México, poesía, medicina, diccionarios, enciclopedias y más.

### Museos

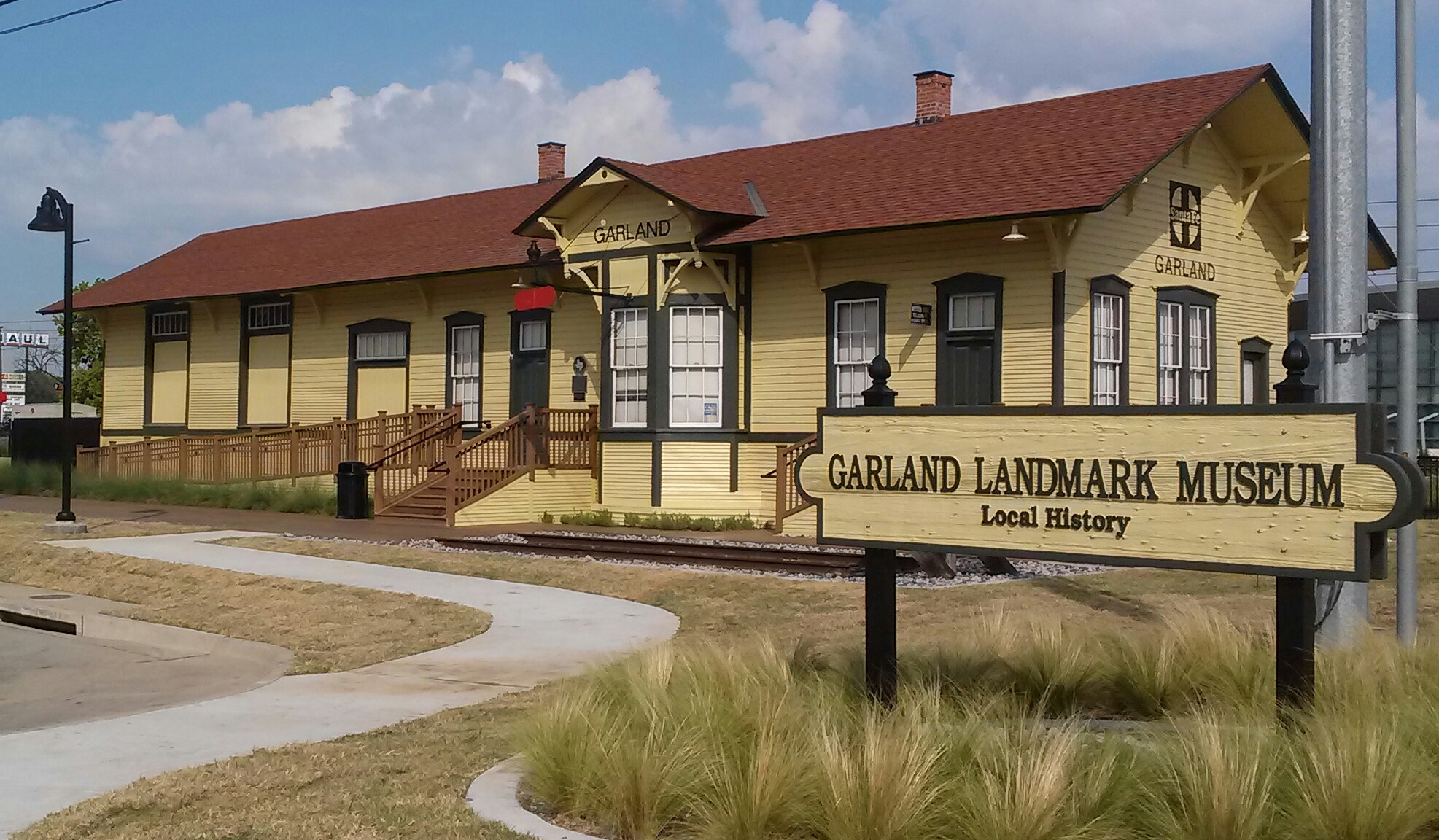
El pequeño museo emblemático de Garland.

Detrás de la biblioteca central se encuentra el pequeño museo emblemático de la ciudad de Garland —previamente se hallaba en la antigua estación de tren Santa Fe 1901— conocido en inglés como el Garland Landmark Museum; en cuyo interior se conservan objetos de valor histórico, periódicos antiguos, aperos, colchas, así como documentación en la cual se narra la época desde 1850 hasta la actualidad de dicha ciudad. El pequeño museo está abierto al público sólo la primera y tercera semana de cada mes.

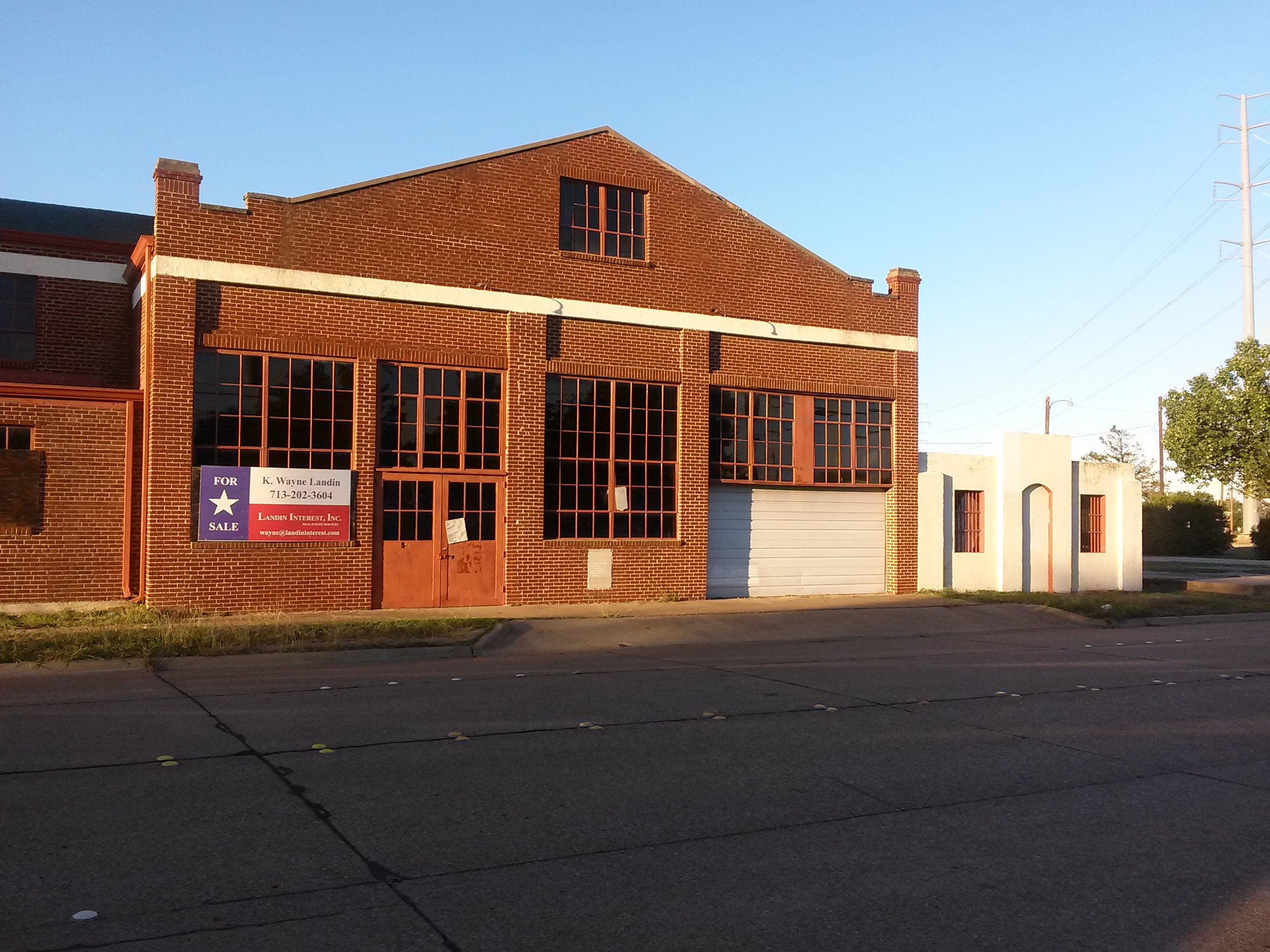
Antigua cárcel al lado de la antigua central eléctrica

La antigua cárcel de la ciudad, en el centro histórico, está hoy en día en desuso. La cárcel de color blanco con rejas fue construida a lado de la antigua central eléctrica. El 1 de abril de 1926 se produjo un robo de 4.541 dólares en el banco First National de Garland.

## Medioambiente

### Parques y lagos
La ciudad de Garland dispone de aproximadamente 60 parques. A continuación se enumeran algunos:
- Reserva Natural de Spring Creek (Spring Creek Forest Preserve & Park Preserve).
- Reserva Natural de Rowlett Creek y Senderos para bicicletas (Rowlett Creek Preserve and Mountain Bike Trails).
- Lago Ray Hubbard .
- Lago Lavon, tributario al lago Ray Hubbard.

#### Reserva Natural Spring Creek

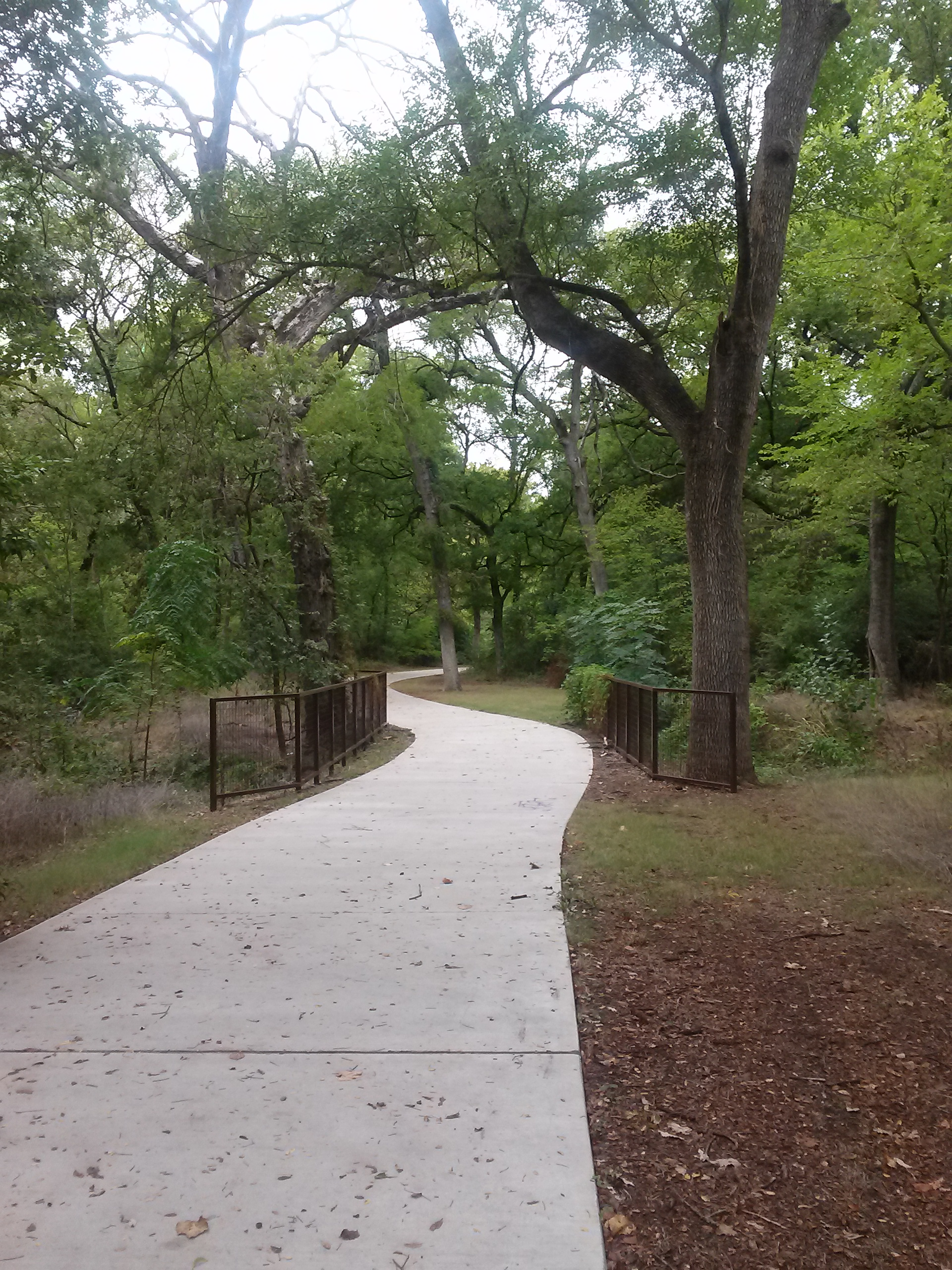
Una acera en la Reserva Natural Spring Creek

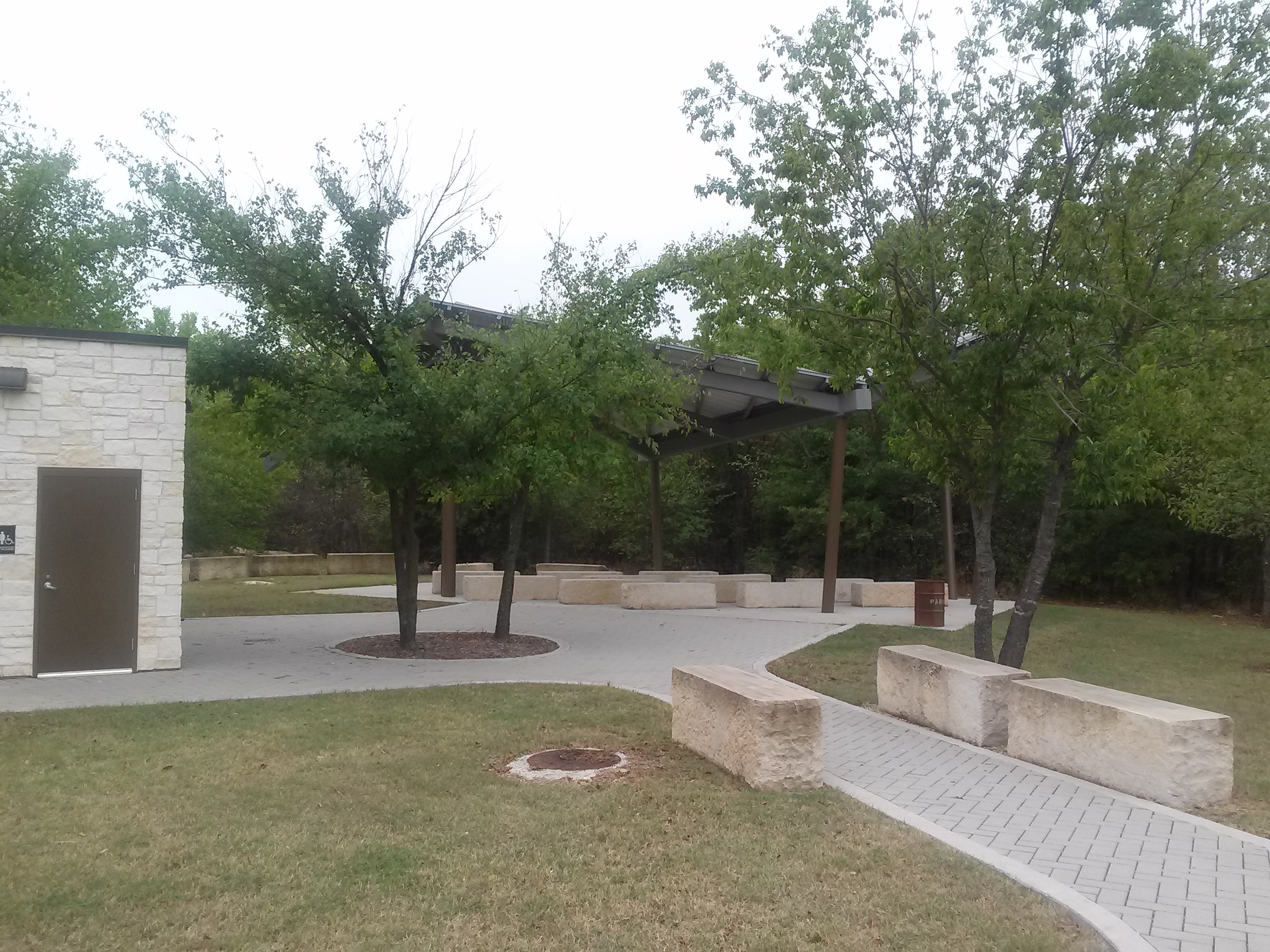
Pabellón en Reserva Spring Creek

Esta reserva natural es morada de más de 650 especies de animales y plantas. La fauna está compuesta por libélulas, arañas, ácaros, escarabajos, hormigas y otros organismos. En su interior, son posibles los hallazgos de fósiles que se remontan a 86 millones de años atrás. La flora también genera asombro, pues la reserva contiene árboles con más de 80 años de antigüedad. 
La reserva está ubicada en el norte de Garland, al lado de la carretera de peaje President George Bush, cerca del Palacio de Convenciones Curtis Culwell. Para acceder a la reserva, el visitante puede tomar la calle Holford Rd. La reserva dispone de 2 estacionamientos, uno a la izquierda y otro a la derecha si se accede por la calle Holford Rd. En uno de sus estacionamiento, el visitante tiene a su disposición baños públicos, un pabellón con bloques de hormigón como asientos ideal para pláticas de ciencias naturales o investigaciones científicas. Una acera que empieza en el estacionamiento atraviesa la reserva y da a la calle N Garland Ave. donde está la plaza comercial de esa zona.
Las personas interesadas en esta reserva pueden incorporarse a la asociación Preservation Society para más datos se recomienda acceder a su página cibernética.

#### La Reserva Natural Rowlett Creek
La reserva natural Rowlett Creek se encuentra en el confín este de la ciudad. Los ciclistas que deseen recorrer sus senderos disponen de un estacionamiento que sirve como punto de partida, ubicado entre la calle 2525 Castle Dr y la carretera E Centerville Rd.
Senderos
Los senderos están configurados por una docena de circuitos naturales; la asociación DORBA (Dallas Off-Road Bicycle Association) se encarga del mantenimiento de estos. Los senderos son relativamente llanos lo cual facilita el recorrido a los ciclistas. Con una distancia de 14 millas para recorrer, los ciclistas pasarán por arroyos, riberas, por debajo de carreteras y otros lugares.
Instalaciones
La reserva cuenta con las siguientes instalaciones:
- Un pabellón y 2 áreas para pícnic con una parrilla de carbón.
- Una llave de agua potable.
- Un estacionamiento pavimentado con espacios para 130 vehículos.
- Una letrina portátil.

Reglas y Prohibiciones
- Abierto de 6 de la mañana hasta la medianoche.
- Prohibido acampar.
- Prohibido tirar basura.
- Prohibida la posesión de bebidas alcohólicas.
- Prohibida la destrucción de vegetales o propiedad.
- Prohibido jugar a golf.[22]

### Prácticas ecológicas

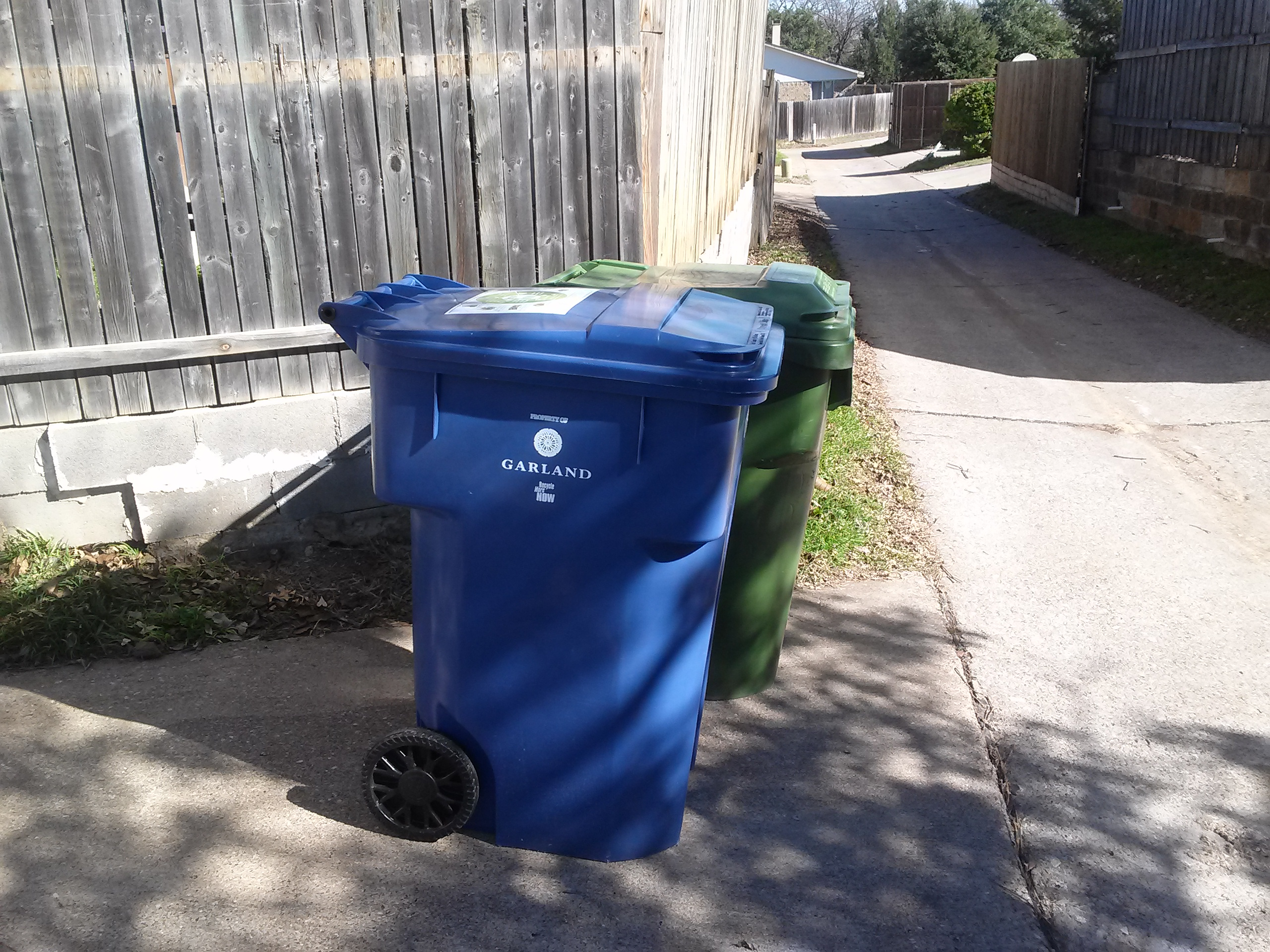
Contenedores de basura y reciclaje.

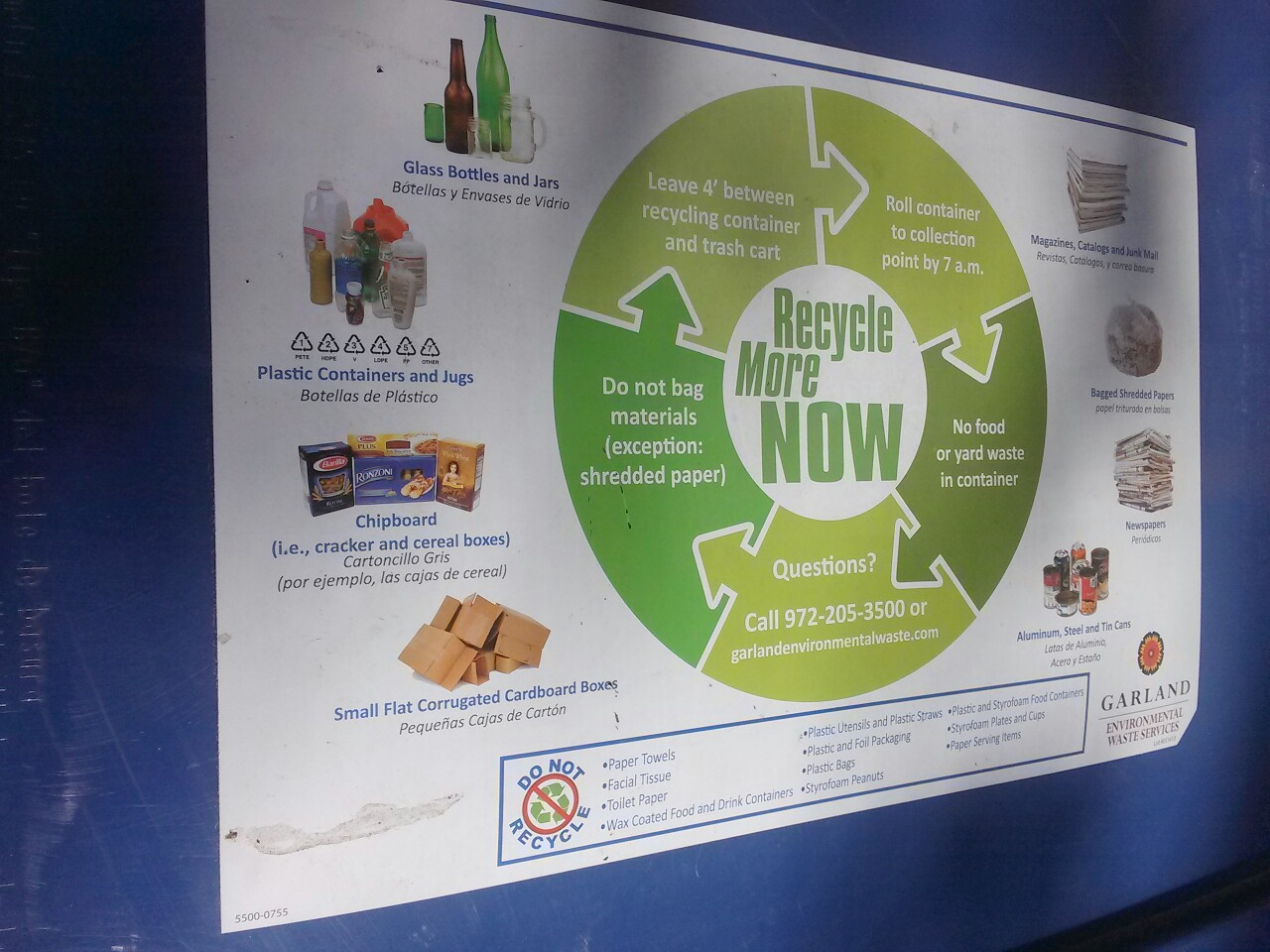
Etiqueta en inglés y español de contenedor azul

La ciudad de Garland goza de una serie de prácticas ecológicas más desarrolladas que otras ciudades suburbanas del condado de Dallas. Cada hogar dispone de dos contenedores, uno verde y otro azul, para el desecho de basura o el reciclaje de materiales —otras ciudades suburbanas, como Richardson, no disponen de contenedores semejantes y en ocasiones los animales rompen las bolsas de plástico y para reciclar los habitantes tienen que solicitar bolsas (de color azul), en otras palabras sus métodos aún son inconvenientes—. Igualmente, cada quincena camiones de basura recorren los vecindarios para recoger objetos de mayor tamaño y ramas, no se cobra al instante, pero claro sale de los impuestos.
Contenedor Azul
El contenedor azul sirve para el reciclaje de los materiales enumerados a continuación: 
Sí
- Botellas y envases de vidrio
- Botellas y envases de plástico
- Latas de aluminio, acero y estaño
- Cartoncillo gris (por ejemplo de creal)
- Pequeñas cajas de cartón
- Revistas, catálogos y correo basura
- Papel triturado embolsado
- Periódico

No
- Servilletas
- Papel facial (como pañuelos, etc.)
- Papel higiénico
- Envases encerados
- Envoltura de aluminio o plástico
- Bolsas de plástico
- Espuma de poliestireno (styrofoam peanuts)
- Envases o envolturas de poliestireno
- Vitualla de poliestireno
- Vitualla de papel
- Vitualla/utensilios de plástico así como pajillas —popotes en México—

Servicios de desechos de Garland

## Economía
A finales de la década de los 30 del siglo XX la empresa alimentaria Craddock abrió en Garland una fábrica dedicada a la elaboración de pepinos encurtidos.
Durante la Segunda Guerra Mundial había en operación varias fábricas de aviones en el área de Garland. Tras la guerra, la empresa alimentaria Kraft Foods compró la fábrica de Continental Motors, la cual reestructuró para la fabricación de sus productos. Hoy en día la fábrica sigue en funcionamiento.

### Empresas Hispanoamericanas en Garland
La empresa mexicana Interceramic cuenta con un complejo industrial en Garland, situado en la calle Júpiter y la calle Regency Crest. Esta empresa se dedica a la comercialización de pisos, azulejos cerámicos, muebles de baño, piedra natural, materiales para instalación, entre otros.

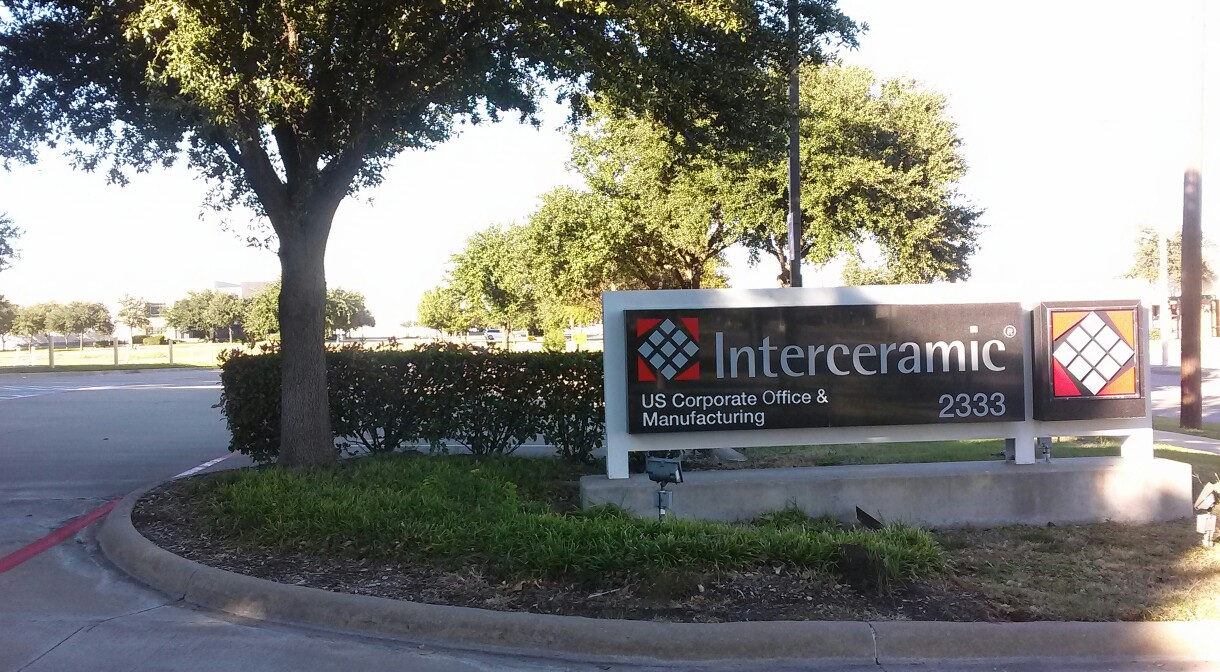
Oficina de Interceramic en Garland

La empresa Interceramic, una de las mayores fabricantes y distribuidoras de pisos y piedra natural, fue fundada en 1979 en Chihuahua, México por Óscar Almeida, su familia y algunos socios. Pronto se expandió a Estados Unidos hasta llegar a Garland, Texas.
En junio de 1996, la empresa anunció la construcción de una planta de 262.000 pies cuadrados junto al complejo industria en Garlandl; fue igualmente planeada la incorporación a este de un centro de capacitación.

## Demografía
Según el censo de 2010, había 226876 habitantes residiendo en Garland. La densidad poblacional era de 1.530,99 hab./km². De los 226876 habitantes y con una diversidad de razas, Garland estaba configurada por:
- 57,46% de blancos
- 14,54% de afroamericanos
- 0,82% de amerindios
- 9,41% de asiáticos
- 0,04% de isleños del Pacífico
- 14,41% de otras razas
- 3,32% pertenecían a dos o más razas.

Del total de la población el 37,81% eran hispanohablantes o hispanos de cualquier raza.

## Gobierno

### El Ayuntamiento

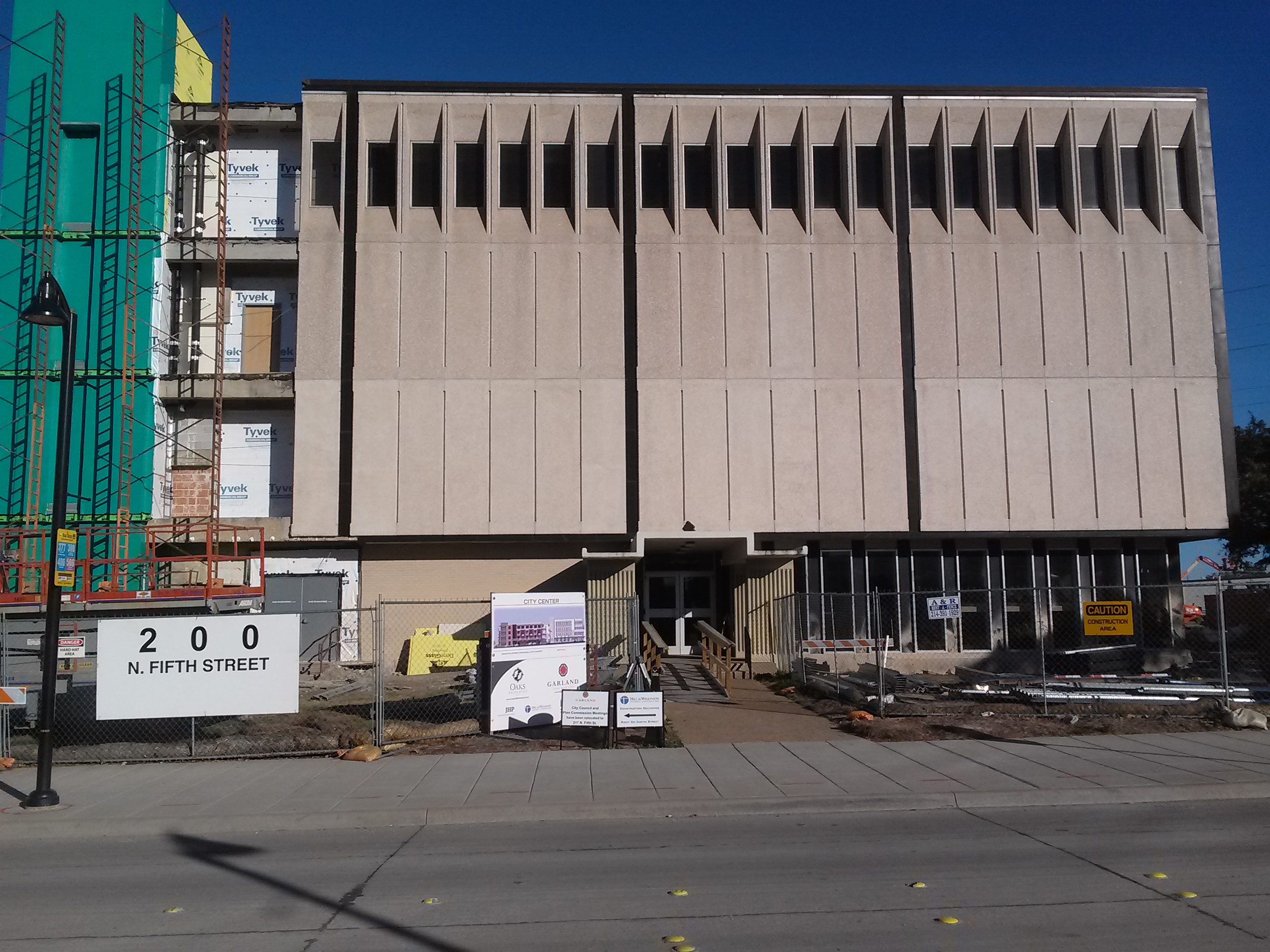
Sede del Ayuntamiento de Garland en remodelación

El Ayuntamiento de la ciudad de Garland está constituido por el alcalde Douglas Athas y varios concejales que tienen encomendado la administración de dicha ciudad. La ubicación del edificio queda en la calle 200 N 5TH, en el centro histórico.
Pese a contar la ciudad con una enorme presencia de hispanos todos los concejales son anglos —con la excepción de un afroamericano—.

#### Juntas del Ayuntamiento
El ayuntamiento convoca concejo cada primer y tercer martes de cada mes a las 7 de la tarde. Se reúne normalmente en las cámaras de concejo en el primer piso del ayuntamiento; sin embargo, actualmente se reúne en el edificio de servicios públicos Duckworth en el salón Goldie Locke. Sus juntas son transmitidas mediante Internet en tiempo real o por encargo, e igualmente televisadas mediante CGTV con varias retransmisiones a lo largo de la semana en la que hay junta. Para ver las juntas se puede acceder a GalandTx.gov o ver CGTV en el canal 16 (Time Warner Cable), canal 44 (Verizon FIOS) o en el canal 99 (AT&T U-Verse).
El ayuntamiento lleva a cabo sesiones de trabajo los lunes de las semanas en las que hay juntas, a las 6 de la tarde en la cámara de sesiones, la cual se encuentra al lado de la cámara de concejo.
Asimismo, el ayuntamiento ha instaurado comités para la resolución de problemas particulares. Las juntas de los comités se establecen según se juzgue preciso y están abiertas al público.

## Educación

### Escuelas primarias y secundarias
El distrito escolar que sirve a la mayoría de la ciudad de Garland es conocido como el Distrito Escolar Independiente de Garland (GISD por sus siglas en inglés); éste gestiona las escuelas.

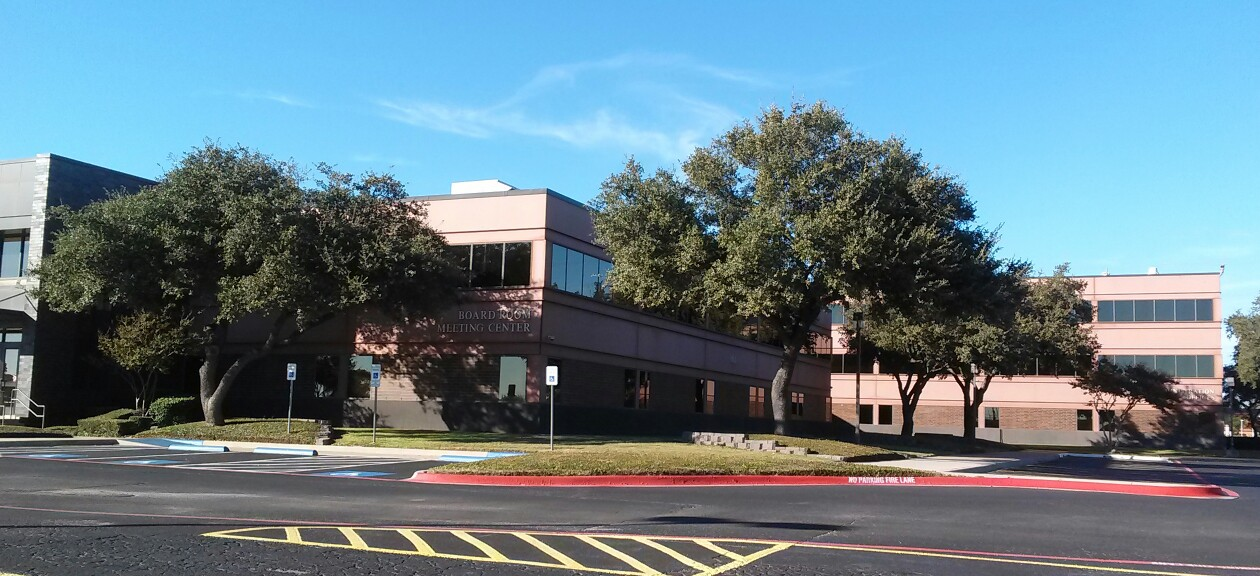
Sede administrativo del Distrito Escolar Independiente de Garland

A los habitantes de esta ciudad les es legítimo solicitar el ingreso a cualquier escuela en el Distrito Escolar Independiente de Garland, ya que este ministerio de educación no impone restricciones de zonificación escolar (school zoning).
El GISD está a cargo de una diversidad de high schools —preparatorias en México e institutos en España—. La preparatoria Garland High School ofrece el programa de Bachillerato Internacional (International Baccalaureate o IB program), cuyo ingreso debe ser solicitado por el aspirante antes de iniciar la preparatoria o antes de empezar el año 11 de sus estudios en esta escuela. Por otra parte, la North Garland High School es una escuela especializada en las matemáticas, así como en ciencia y tecnología. La preparatoria South Garland High School destaca por su programa de peluquería. Entre otras preparatorias están la Naaman Forest, Rowlett, Lakeview, y Sachse.
Otros distritos escolares que sirven a partes de Garland incluyendo:
- Distrito Escolar Independiente de Richardson
- Distrito Escolar Independiente de Mesquite
- Distrito Escolar Independiente de Dallas
- Distrito Escolar Independiente de Plano

### Colegios universitarios y Universidades

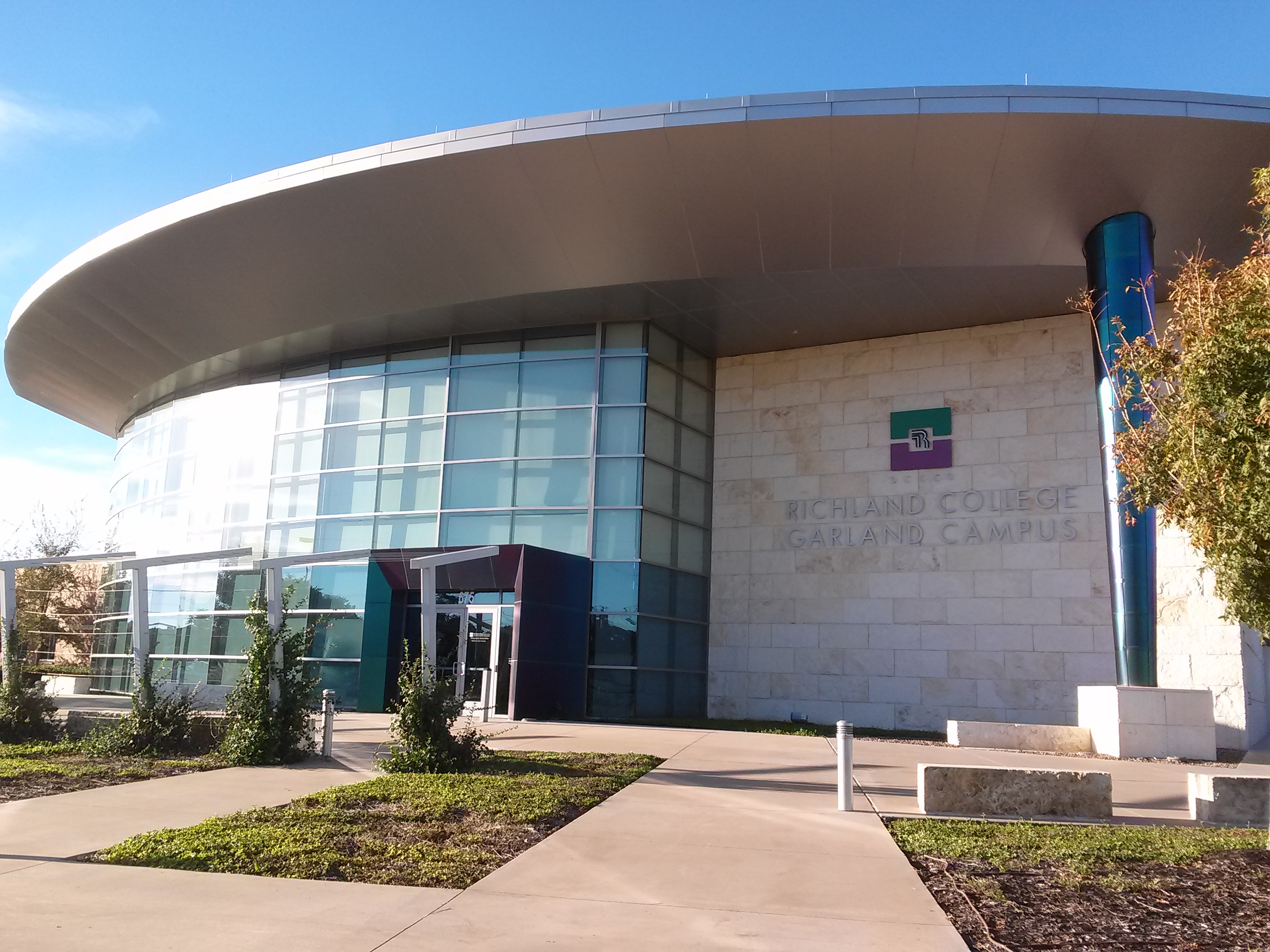
Campus de Richland College de los Colegios Comunitarios del Condado de Dallas en Garland

Tras graduarse de la preparatoria, muchos estudiantes de Garland asisten al colegio universitario Richland Community Collegede los Colegios Comunitarios del Condado de Dallas en Dallas para terminar los 2 años de estudios básicos obligatorios antes de poder continuar a una universidad y empezar una carrera universitaria. Los 2 años de estudios básicos pueden cursarse en una universidad con una matrícula más cara, sin embargo muchos estudiantes optan por asistir a un colegio universitario y terminar esos estudios básicos a un precio muy asequible; la mayoría de estas clases son válidas para convalidarse posteriormente en las universidades.
El colegio universitario Richland College ha abierto un campus sucursal en la ciudad de Garland, pero está enfocado en otras especialidades. La cámara de comercio de Garland se encuentra igualmente incorporada al campus.

## Infraestructura

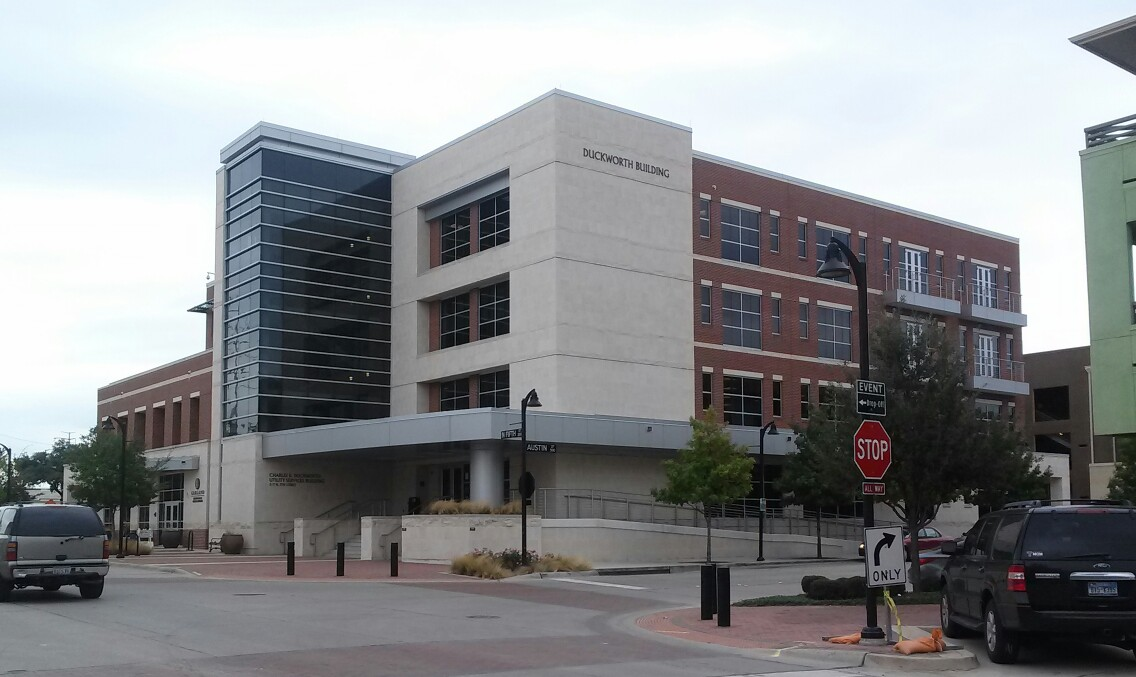
Edificio de servicios públicos Duckworth

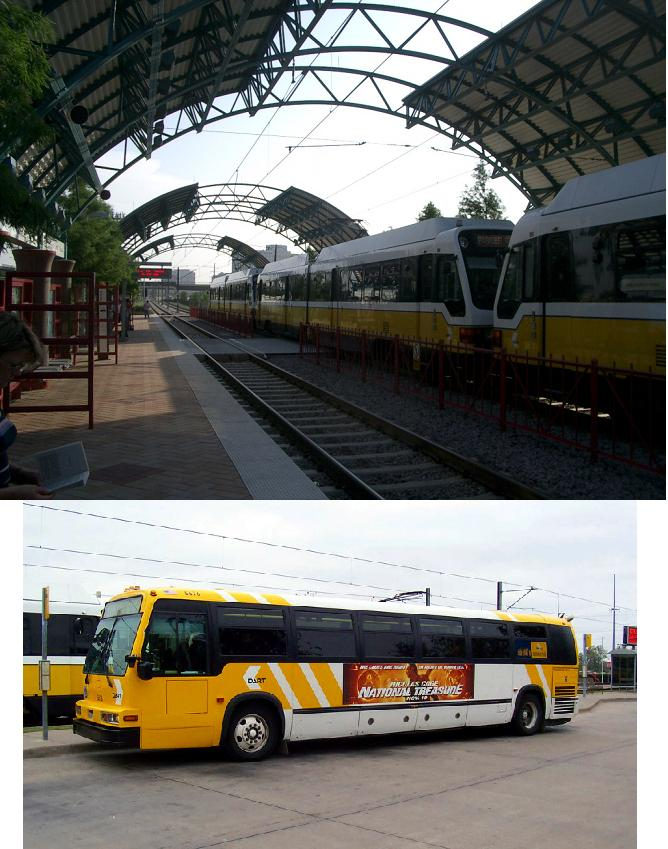
Entidad de transporte público DART

### Servicios públicos
El edificio de servicios públicos Duckworth (Duckworth Utility Services Building) está situado entre la calle 217 N. 5TH y la calle Austin, al lado de la oficina de turismo y convenciones, en el centro histórico. Su estructura exterior tiene un diseño muy moderno. El pago de facturas de servicios puede efectuarse ahí.

### Transporte

#### Carreteras Principales
- Interestatal 30
- Interestatal 635
- SH 78  (Garland Road)
- Carretera de peaje President George Bush Turnpike
- Belt Line Loop (Unas partes llevan el nombre de First Street y Broadway Blvd)

#### Trenes

##### Tren público
- DART: Línea azul
  - Forest/Jupiter station
  - Downtown Garland station

### Centro Curtis Culwell: para Encuentros Multitudinarios

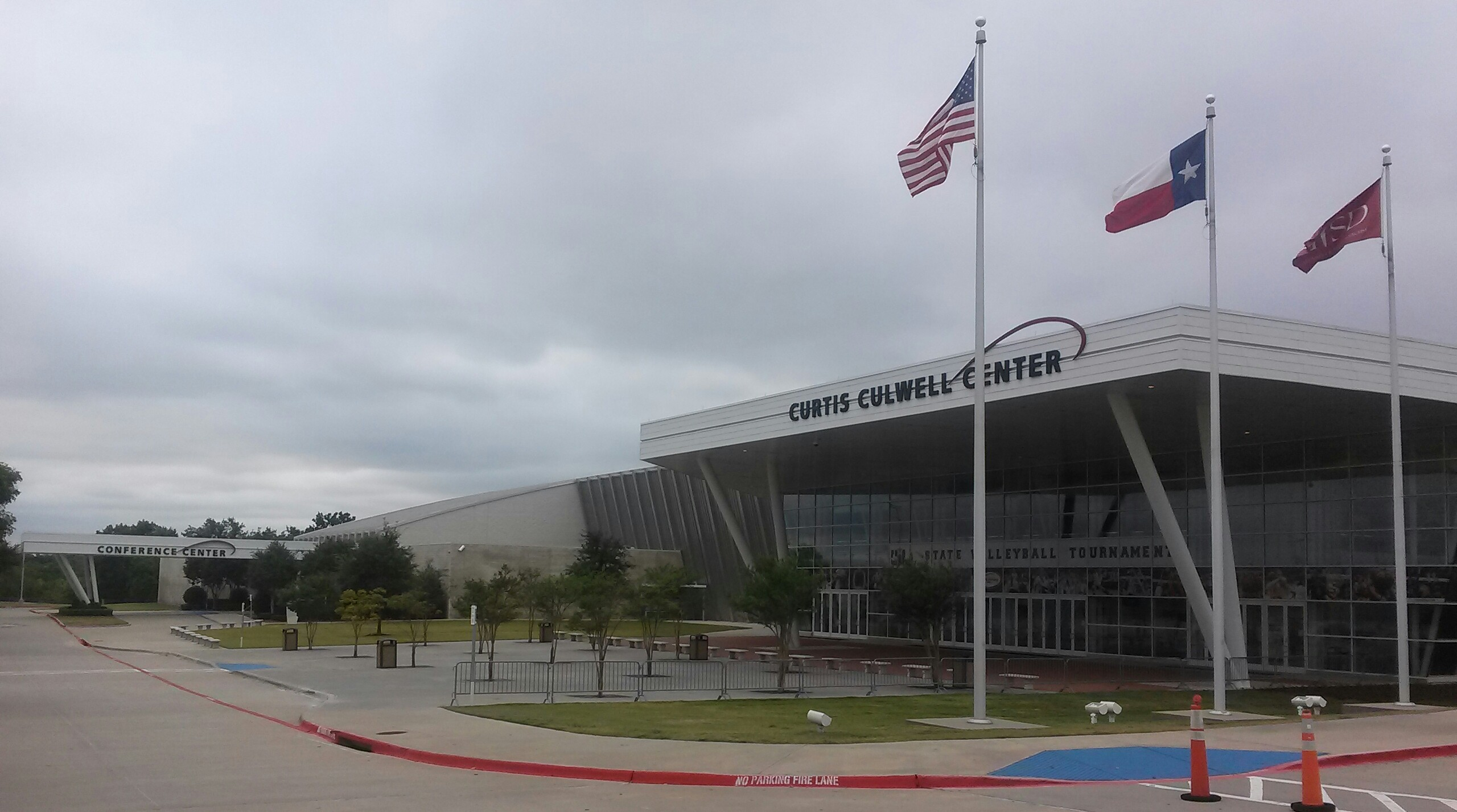
El Palacio de Convenciones Curtis Culwell de Garland

Cerca del parque acuático Hawaian Falls y al lado de la carretera de peaje President George Bush se encuentra el Palacio de Convenciones Curtis Culwell. Este edificio tiene un aspecto exterior moderno, cuenta con cristaleras, y es muy visible su estructura de fierro. Este palacio de convenciones es multifuncional, una parte ejerce de centro de conferencia, mientras que la otra es un estadio.
La parte estadio, tiene capacidad para 7.000 a 8.000 personas. En su interior hay puestos de comida, baños, fuentes, salas para personalidades (suites), elevadores, cajeros automáticos y una pequeña enfermería.
El palacio es propiedad del Ministerio de Educación de Garland, ahí se llevan a cabo ceremonias de graduación de las preparatorias cercanas. Sin embargo, no se limita a esta función, sino que en su interior pueden efectuarse convenciones, partidos deportivos, sesiones de entrenamiento, entre otros.